# Чёрная Речка (Исаклинский район)
Чёрная Речка — деревня в Исаклинском районе Самарской области в составе сельского поселения Старое Вечканово.

## География
Находится на расстоянии примерно 14 километров по прямой на юго-восток от районного центра села Исаклы.

## Население
Постоянное население составляло 134 человек (мордва 51%, русские 29%) как в 2002 году, 112 в 2010 году.